# Душан Берић (политичар)
Душан Берић (Приједор, 1. мај 1956) српски је политичар и предузетник, функционер Српске демократске странке.

## Биографија
Душан Берић је рођен 1. маја 1956. у Приједору. Дипломирани економиста, запослен у “Боснамонтажи” а. д. Приједор и један од већинских власника. Бивши је народни посланик Српске демократске странке у Народној скупштини Републике Српске и члан разних струковних удружења при Привредној комори РС и Спољнотрговинској комори БиХ. Борац 1. категорије, официр ВРС.